# Marc López i Tarrés
Marc López i Tarrés (Barcelona, 31 de juliol de 1982) és un tennista professional retirat i entrenador català.
Durant la seva carrera va aconseguir catorze títols de dobles masculins, principalment al costat dels seus amics Rafael Nadal, Marcel Granollers i Feliciano López. En el seu palmarès destaquen el Roland Garros 2016 amb López, l'ATP World Tour Finals 2012 amb Granollers, i la medalla d'or als Jocs Olímpics de Rio de Janeiro 2016 amb Nadal. A principis de 2013 va escalar fins a la tercera posició del rànquing de dobles, el millor rànquing de la seva trajectòria.
Després de la seva retirada va formar part de l'equip d'entrenadors de Rafael Nadal fins que aquest es va retirar. Posteriorment va entrenar uns mesos la italiana Jasmine Paolini.

## Torneigs de Grand Slam

### Dobles masculins: 4 (1−3)
| Resultat  | Núm. | Any  | Torneig       | Parella           | Oponents                           | Marcador         |
| --------- | ---- | ---- | ------------- | ----------------- | ---------------------------------- | ---------------- |
| Finalista | 1.   | 2014 | Roland Garros | Marcel Granollers | Julien Benneteau É. Roger-Vasselin | 3−6, 6−7(1)      |
| Finalista | 2.   | 2014 | US Open       | Marcel Granollers | Bob Bryan Mike Bryan               | 3−6, 4−6         |
| Guanyador | 1.   | 2016 | Roland Garros | Feliciano López   | Bob Bryan Mike Bryan               | 6−4, 6−7(6), 6−3 |
| Finalista | 3.   | 2017 | US Open       | Feliciano López   | Jean-Julien Rojer Horia Tecau      | 4−6, 3−6         |

## Jocs Olímpics

### Dobles masculins
| Any  | Campionat                             | Parella      | Oponents                  | Resultat      |
| ---- | ------------------------------------- | ------------ | ------------------------- | ------------- |
| 2016 | Jocs Olímpics, Rio de Janeiro, Brasil | Rafael Nadal | Florin Mergea Horia Tecău | 6−2, 3−6, 6−4 |

## Carrera
López va començar a jugar a tennis a l'edat de 8 anys i va esdevenir professional el 1999. Fins al moment, el seu millor rànquing mundial ha estat la posició 106 al 2004. Inicialment es va centrar en la seva carrera individual, ja que en dobles no aconseguia bons resultats. Més endavant, això va canviar i va començar a guanyar títols challengers, fet que li va permetre disputar algun torneig ATP. El 2004 va arribar a la final a l'Open de Tenis Comunidad Valenciana fent parella amb Feliciano López.
El 2008 va disputar el Torneig Comte de Godó superant la primera ronda i també es va qualificar per entrar al quadre final de Roland Garros. El 2009 va guanyar el seu primer títol ATP de dobles a Doha fent parella amb Rafael Nadal.
El 2010 va tenir més presència en el circuit exclusivament en categoria de dobles. Novament amb Nadal va aconseguir l'èxit més important de la seva carrera guanyant el Masters d'Indian Wells superant també a Daniel Nestor i Nenad Zimonjic. Pocs mesos després va guanyar dos torneigs més junt a David Marrero a Estoril i Hamburg. Abans d'acabar la temporada fou finalista a Montpeller amb Eduardo Schwank de parella.
Malgrat no tenir una parella fixa en el circuit, López va seguir la seva progressió en resultats i assentant-se en el circuit de dobles. Acompanyà novament a Nadal a Doha perquè aquest seguís amb la seva preparació d'inici de temporada i aconseguiren el títol per segona vegada. Fins a final de temporada no aconseguí cap títol però si que disputà tres finals més. Un mes després disputà la final de Zagreb amb la companyia de Marcel Granollers. Amb Marrero repetiren la final d'Estoril on defensaven el títol però no aconseguiren el mateix èxit. A l'estiu repetí amb Granollers a Stuttgart arribant a la final.
A la temporada 2012 ja s'assentà la parella amb Granollers i disputaren conjuntament tota la temporada amb diversos èxits. La primera final que disputaren fou a Acapulco però no es pogueren imposar a Marrero i Fernando Verdasco. Va fer un parèntesis per disputar el Masters d'Indian Wells amb Nadal, i s'imposaren en la final per segona ocasió. Amb Granollers van caure en la final del Comte de Godó i per fi aconseguiren el primer títol de l'any conjuntament, i fou el Masters de Roma. No pogué disputar al Roland Garros a causa d'una lesió malgrat ser una de les parelles favorites. Posteriorment foren finalistes a Umag, novament superats per Marrero i Verdasco, i la setmana següent s'imposaren en la final de Gstaad. En el Masters del Canadà celebrat a Toronto avançaren fins a la final però van caure davant els germans Bob i Mike Bryan. El colofó a la temporada fou que es van classificar per disputar l'ATP World Tour Finals per primera ocasió. Van guanyar dos partits de la fase prèvia contra els germans Bryan i contra Jean-Julien Rojer i Aisam-Ul-Haq Qureshi, i es van classificar per les semifinals. Allà van guanyar a Jonathan Marray i Frederik Nielsen, i en la final van derrotar la parella índia Mahesh Bhupathi i Rohan Bopanna, aconseguint el títol per primera vegada per uns tennistes catalans des de Joan Gisbert l'any 1975. Va acabar la temporada amb un registre de 48 victòries i 21 derrotes amb quatre títols de vuit finals, i escalant fins a la sisena posició del rànquing mundial de dobles. El capità de l'equip espanyol de la Copa Davis va confiar en ells per disputar les quatre rondes de l'edició de 2012, ja que l'equip va arribar a la final, però només aconseguiren una victòria en la primera i l'equip no aconseguí imposar-se en la final.

## Palmarès

### Dobles masculins: 32 (14−18)
| Llegenda (pre/post 2009)                                 |
| -------------------------------------------------------- |
| Grand Slams (1−2)                                        |
| Jocs Olímpics Or (1)                                     |
| Tennis Masters Cup / ATP Finals (1−0)                    |
| ATP Masters Series / ATP World Tour Masters 1000 (3−4)   |
| ATP International Series Gold / ATP World Tour 500 (2−4) |
| ATP International Series / ATP World Tour 250 (6−8)      |

| Títols per superfície |
| --------------------- |
| Dura (7−6)            |
| Gespa (0−0)           |
| Terra batuda (7−12)   |

| Resultat  | Núm. | Data                   | Torneig                                    | Superfície   | Parella           | Oponents                             | Marcador            |
| --------- | ---- | ---------------------- | ------------------------------------------ | ------------ | ----------------- | ------------------------------------ | ------------------- |
| Finalista | 1.   | 18 d'abril de 2004     | València, País Valencià                    | Terra batuda | Feliciano López   | Gastón Etlis Martín Rodríguez        | 5−7, 6−7(5)         |
| Guanyador | 1.   | 9 de gener de 2009     | Doha, Qatar                                | Dura         | Rafael Nadal      | Daniel Nestor Nenad Zimonjic         | 4–6, 6–4, [10–8]    |
| Guanyador | 2.   | 20 de març de 2010     | Indian Wells, Estats Units                 | Dura         | Rafael Nadal      | Daniel Nestor Nenad Zimonjic         | 7–6(8), 6–3         |
| Guanyador | 3.   | 9 de maig de 2010      | Estoril, Portugal                          | Terra batuda | David Marrero     | Pablo Cuevas Marcel Granollers       | 6–7(1), 6–4, [10–4] |
| Guanyador | 4.   | 25 de juliol de 2010   | Hamburg, Alemanya                          | Terra batuda | David Marrero     | Jérémy Chardy P-H. Mathieu           | 6–3, 2–6, [10–8]    |
| Finalista | 2.   | 31 d'octubre de 2010   | Montpeller, França                         | Dura         | Eduardo Schwank   | Stephen Huss Ross Hutchins           | 2−6, 6−4, [7−10]    |
| Guanyador | 5.   | 8 de gener de 2011     | Doha (2)                                   | Dura         | Rafael Nadal      | Daniele Bracciali Andreas Seppi      | 6–3, 7–6(4)         |
| Finalista | 3.   | 6 de febrer de 2011    | Zagreb, Croàcia                            | Dura         | Marcel Granollers | Dick Norman Horia Tecău              | 3−6, 4−6            |
| Finalista | 4.   | 1 de maig de 2011      | Estoril, Portugal                          | Terra batuda | David Marrero     | Eric Butorac J-J. Rojer              | 3−6, 4−6            |
| Finalista | 5.   | 16 de juliol de 2011   | Stuttgart, Alemanya                        | Terra batuda | Marcel Granollers | Jürgen Melzer Philipp Petzschner     | 3−6, 4−6            |
| Finalista | 6.   | 4 de març de 2012      | Acapulco, Mèxic                            | Terra batuda | Marcel Granollers | David Marrero Fernando Verdasco      | 3−6, 4−6            |
| Guanyador | 6.   | 19 de març de 2012     | Indian Wells (2)                           | Dura         | Rafael Nadal      | John Isner Sam Querrey               | 6−2, 7−6(3)         |
| Finalista | 7.   | 29 d'abril de 2012     | Barcelona, Espanya                         | Terra batuda | Marcel Granollers | Mariusz Fyrstenberg Marcin Matkowski | 6−2, 6−7(7), [8−10] |
| Guanyador | 7.   | 20 de maig de 2012     | Roma, Itàlia                               | Terra batuda | Marcel Granollers | Łukasz Kubot Janko Tipsarević        | 6−3, 6−2            |
| Finalista | 8.   | 14 de juliol de 2012   | Umag, Croàcia                              | Terra batuda | Marcel Granollers | David Marrero Fernando Verdasco      | 3−6, 6−7(4)         |
| Guanyador | 8.   | 22 de juliol de 2012   | Gstaad, Suïssa                             | Terra batuda | Marcel Granollers | Robert Farah Santiago Giraldo        | 6−4, 7−6(9)         |
| Finalista | 9.   | 13 d'agost de 2012     | Toronto, Canadà                            | Dura         | Marcel Granollers | Bob Bryan Mike Bryan                 | 1−6, 6−4, [10−12]   |
| Guanyador | 9.   | 12 de novembre de 2012 | ATP World Tour Finals, Londres, Regne Unit | Dura (i)     | Marcel Granollers | Mahesh Bhupathi Rohan Bopanna        | 7−5, 3−6, [10−3]    |
| Finalista | 10.  | 18 d'agost de 2013     | Cincinnati, Estats Units                   | Dura         | Marcel Granollers | Bob Bryan Mike Bryan                 | 4−6, 6−4, [4−10]    |
| Guanyador | 10.  | 16 de febrer de 2014   | Buenos Aires (2)                           | Terra batuda | Marcel Granollers | Pablo Cuevas Horacio Zeballos        | 7–5, 6–4            |
| Finalista | 11.  | 7 de juny de 2014      | Roland Garros, França                      | Terra batuda | Marcel Granollers | Julien Benneteau É. Roger-Vasselin   | 3−6, 6−7(1)         |
| Finalista | 12.  | 7 de setembre de 2014  | US Open, Estats Units                      | Dura         | Marcel Granollers | Bob Bryan Mike Bryan                 | 3−6, 4−6            |
| Finalista | 13.  | 3 de maig de 2015      | Estoril                                    | Terra batuda | David Marrero     | T.C. Huey Scott Lipsky               | 1−6, 4−6            |
| Finalista | 14.  | 17 de maig de 2015     | Roma                                       | Terra batuda | Marcel Granollers | Pablo Cuevas David Marrero           | 4−6, 5−7            |
| Guanyador | 11.  | 8 de gener de 2016     | Doha (3)                                   | Dura         | Feliciano López   | Philipp Petzschner Alexander Peya    | 6–4, 6–3            |
| Finalista | 15.  | 28 de febrer de 2016   | Dubai, Emirats Àrabs Units                 | Dura         | Feliciano López   | Simone Bolelli Andreas Seppi         | 2−6, 6−3, [12−14]   |
| Guanyador | 12.  | 4 de juny de 2016      | Roland Garros                              | Terra batuda | Feliciano López   | Bob Bryan Mike Bryan                 | 6−4, 6−7(6), 6−3    |
| Guanyador | 13.  | 12 d'agost de 2016     | Jocs Olímpics, Rio de Janeiro, Brasil      | Dura         | Rafael Nadal      | Florin Mergea Horia Tecău            | 6−2, 3−6, 6−4       |
| Finalista | 16.  | 15 d'abril de 2017     | Marràqueix, Marroc                         | Terra batuda | Marcel Granollers | Dominic Inglot Mate Pavić            | 4–6, 6–2, [9–11]    |
| Finalista | 17.  | 23 d'abril de 2017     | Montecarlo, Mònaco                         | Terra batuda | Feliciano López   | Rohan Bopanna Pablo Cuevas           | 3–6, 6–3, [4–10]    |
| Finalista | 18.  | 30 de juliol de 2017   | Hamburg                                    | Terra batuda | Pablo Cuevas      | Ivan Dodig Mate Pavić                | 3–6, 4–6            |
| Guanyador | 14.  | 29 d'abril de 2018     | Barcelona                                  | Terra batuda | Feliciano López   | A-u-H. Qureshi J-J. Rojer            | 7−6(5), 6−4         |

### Equips: 1 (0−1)
| Resultat  | Núm. | Data                      | Torneig                            | Superfície | Equip                                          | Oponents                                           | Marcador |
| --------- | ---- | ------------------------- | ---------------------------------- | ---------- | ---------------------------------------------- | -------------------------------------------------- | -------- |
| Finalista | 1.   | 16−18 de novembre de 2012 | Copa Davis, Praga, República Txeca | Dura (i)   | David Ferrer Nicolás Almagro Marcel Granollers | Tomáš Berdych Radek Štěpánek Lukas Rosol Ivo Minar | 2−3      |

## Trajectòria

### Individual
| Open d'Austràlia | A   | A   | Q2  | A   | Q2  | A   | Q3  | Q1  | 0 / 0 | 0 – 0 |
| Roland Garros | 2R  | 1R  | Q3  | A   | Q3  | 1R  | Q1  | A   | 0 / 3 | 1 – 3 |
| Wimbledon | A   | 1R  | A   | A   | Q3  | Q1  | Q1  | A   | 0 / 1 | 0 – 1 |
| US Open | A   | A   | A   | A   | A   | A   | A   | A   | 0 / 0 | 0 – 0 |
| Rànquing a final d'any | 140 | 149 | 210 | 205 | 208 | 247 | 347 | 722 |       |       |
| Llegenda: G: Guanyador; F: Finalista; SF: Semifinalista; QF: Quarts de final; Q: Qualificació; A: Absent; RR: Round Robin; |     |     |     |     |     |     |     |     |       |       |

### Dobles masculins
| Open d'Austràlia | A   | A           | 1R          | 1R          | 2R    | SF          | 2R          | 1R          | 2R    | 3R          | 2R          | 1R          | 1R          | 1R   | A   | 0 / 12    | 10 – 12   |
| Roland Garros | A   | QF          | QF          | 2R          | A     | QF          | F           | 1R          | G     | 1R          | SF          | 1R          | A           | 1R   | A   | 1 / 11    | 25 – 10   |
| Wimbledon | A   | 1R          | 2R          | 2R          | 1R    | 1R          | 3R          | 2R          | 1R    | 1R          | 1R          | A           | NC          | 1R   | A   | 0 / 11    | 5 – 11    |
| US Open | A   | A           | 1R          | 3R          | SF    | 3R          | F           | 3R          | SF    | F           | 2R          | A           | A           | A    | A   | 0 / 9     | 25 – 8    |
| Jocs Olímpics | A   | No celebrat | No celebrat | No celebrat | 1R    | No celebrat | No celebrat | No celebrat | G     | No celebrat | No celebrat | No celebrat | No celebrat | A    | NC  | 1 / 2     | 5 – 1     |
| ATP World Tour Finals | A   | A           | A           | A           | G     | RR          | RR          | A           | RR    | A           | A           | A           | A           | A    | A   | 1 / 4     | 7 – 6     |
| Total Victòries−Derrotes                                                                                                   | 0−0 | 13−10       | 37−20       | 33−27       | 48−20 | 32−23       | 19−12       | 20−18       | 36−22 | 24−27       | 20−26       | 4−11        | 0−3         | 1−12 | 2−1 | 311 – 245 | 311 – 245 |
| Rànquing a final d'any | 156 | 62          | 15          | 37          | 6     | 11          | 9           | 32          | 10    | 20          | 31          | 191         | 327         | 532  | –   |           |           |
| Llegenda: G: Guanyador; F: Finalista; SF: Semifinalista; QF: Quarts de final; Q: Qualificació; A: Absent; RR: Round Robin; |     |             |             |             |       |             |             |             |       |             |             |             |             |      |     |           |           |

### Dobles mixts
| Open d'Austràlia | A  | 1R | A  | A | A  | A  | 1R | A  | 1R | 0 / 3 | 0 – 3 |
| Roland Garros | 1R | 2R | A  | A | 1R | 1R | A  | A  | A  | 0 / 4 | 1 – 4 |
| Wimbledon | A  | 1R | 1R | A | A  | A  | A  | A  | A  | 0 / 2 | 0 – 2 |
| US Open | 1R | A  | A  | A | A  | A  | 1R | 1R | 1R | 0 / 4 | 0 – 4 |
| Llegenda: G: Guanyador; F: Finalista; SF: Semifinalista; QF: Quarts de final; Q: Qualificació; A: Absent; RR: Round Robin; |    |    |    |   |    |    |    |    |    |       |       |